# Claffo
Claffo var en langobardisk konge af slægten Leting der regerede i slutningen det 5. århundrede. Han var søn af den forrige konge Godehoc, ud over det vides intet om ham. I hans regeringstid var langobarderne bosat i Noricum, det nuværende Niederösterreich.
Claffo blev efterfulgt af sin søn Tato.